# 阿里埃爾·伊巴加薩
阿里埃爾·伊巴加薩（Ariel Ibagaza，1974年4月29日—）是一名阿根廷職業足球運動員，在場上司職中場，現在伊巴加薩效力於希超球隊奥林匹亚科斯。
伊巴加薩曾是西甲球會皇家馬略卡的隊長。在2008年7月，伊巴加薩以150萬歐元的轉會費自皇家馬略卡轉會到比利亞雷阿爾，簽訂兩年合約。